# 世田谷區
世田谷区（日语：／ Setagaya ku */?），是日本東京都區部之一，位于東京23区的西南部，以其居住环境良好的住宅区而闻名。世田谷區為東京都特別區中面積第2大，也是全日本人口最多的特別區；人口密度亦排在第14位。
郵遞區號（前三碼）154、155、156、157、158。

## 人口
世田谷區在1932年5月7日（昭和7年）區名決定時共有133,249人。昭和初期是東京35區中人口最少的區域。戰後的昭和50年代，舊法借地權修正，昭和後期人口逐漸增加。土地改革後的佃農陸續將土地開發為公寓，人口大量流入。平成之後，成為東京23區中人口最多的地區，相當於整個山梨縣。
原來的政令指定都市人口必須高於世田谷區法定人口，平成大合併時放寬標準，使得人口少於世田谷區的靜岡市、堺市、新潟市、濱松市、岡山市、相模原市、熊本市等陸續改為政令市。
| 世田谷區人口分布圖 |                                                 |  |
| 世田谷區與日本全國年齡別人口分布比較圖 （2005年資料） | 世田谷區的年齡、男女別人口分布圖 （2005年資料） |  |
| ■紫色是世田谷區 ■綠色是全国 | ■藍色是男性 ■紅色是女性                         |  |
| 世田谷區人口變化 \| 1970年 \| 787,338人 \| \| \| 1975年 \| 805,787人 \| \| \| 1980年 \| 797,292人 \| \| \| 1985年 \| 811,304人 \| \| \| 1990年 \| 789,051人 \| \| \| 1995年 \| 781,104人 \| \| \| 2000年 \| 814,901人 \| \| \| 2005年 \| 841,165人 \| \| \| 2010年 \| 877,138人 \| \| \| 2015年 \| 903,346人 \| \| \| 2020年 \| 943,664人 \| \| |                                                 |  |
| 資料來源：日本總務省統計中心提供之人口普查數據 |                                                 |  |
| 1970年 | 787,338人                                       |  |
| 1975年 | 805,787人                                       |  |
| 1980年 | 797,292人                                       |  |
| 1985年 | 811,304人                                       |  |
| 1990年 | 789,051人                                       |  |
| 1995年 | 781,104人                                       |  |
| 2000年 | 814,901人                                       |  |
| 2005年 | 841,165人                                       |  |
| 2010年 | 877,138人                                       |  |
| 2015年 | 903,346人                                       |  |
| 2020年 | 943,664人                                       |  |

### 日夜間人口
2005年夜間人口（居住者）為820,320人，區外通勤者與通學生、居住者在內的區內日間人口為736,040人，是夜間人口的0.897倍。與都心日間人口遠大於夜間的極端情況相比，多住宅地的世田谷區夜間人口比日間人口多。

## 地理
此區域為原來的武藏國內，在江戶時代、明治・大正時代時屬於同區域的地方郡。
位於東京都區部的西南部，在東京特別區中比較遠離都心，與多摩區域的吉祥寺、埼玉縣的川口、千葉縣的松戶、市川等同在都心15km圈內。與神奈川縣鄰接的南側有多摩川流經並構成都縣的界線。有自都心連接的放射狀鐵路經過，並有巴士連結各鐵路線車站以及住宅區。與杉並區連接的區北部中道路網非常狭隘，交通網並不是十分發達，主因在於由農地改為建地之際，以農業道路為基礎所致。
1990年代止曾是東京特別區中面積最大（現在為大田區）。
大部分位於武藏野台地內的南部（多摩川河階）地區，多地勢起伏。南部多摩川沿岸地勢較低。多摩川河階斜面的連線稱為「國分寺崖線」，區內稱作「綠的生命線」。
區內可分世田谷、北澤、玉川、砧（きぬた）、烏山（からすやま）五大地域。
在東京23區內是少數的內陸性氣候。冬季最低氣溫較都心為低。冬季氣候相近於練馬區，夏季位於內陸側較為涼爽，最高氣溫常較大手町低。
- 河川：多摩川、野川、仙川、谷澤川、目黑川、北澤川、烏山川、蛇崩川、呑川（日语：呑川）、九品佛川（丑川）、丸子川（舊六鄉用水〔舊次太夫堀〕）

### 相邻行政区
- 东京都内的大田区、目黑区、澀谷区、杉并区、三鹰市、调布市
- 神奈川县内川崎市的中原區、高津区、多摩区

## 歷史
近世以前
- 繩文時代的貝塚遺跡眾多。
- 古墳時代以後，雖然懷疑有舊王朝、豪族的存在，但在住宅開發優先的情況下未能完成歷史研究。野毛大塚古墳、稻荷塚古墳、第六天塚古墳、玉川台古墳群、淺間神社古墳、龜山古墳、等等力三號橫穴、砧大塚古墳等建為公園。另外世田谷區役所、國士館大學地下與砧中學校周辺、公園、住宅、商業區地下等也有許多遺跡。

古時屬武藏國多磨郡、荏原郡。
近世
江戶時代末期，兩郡內共有42村，不屬於御府內（江戶市域、城下町）。
近、現代
明治、大正時代也不屬於舊東京市15區內。昭和時代經濟大恐慌後從多摩地域劃入舊東京市。
- 1922年 成立世田谷警察署（日语：世田谷警察署）。
- 1952年 成立世田谷區教育委員會。
- 1963年 環狀七號線開通
- 1968年 決定區鳥、區花、區木

區的沿革
- 1871年 廢藩置縣，現世田谷區中部；東部各村屬東京府荏原郡，西部各村屬神奈川縣北多摩郡。
- 1889年 市町村制施行，荏原郡內各村合併為世田谷村（之後的世田谷町）、駒澤村（之後的駒沢町）、松澤村、玉川村，北多摩郡各村合併為砧村、千歲村。
- 1893年 三多摩（含北多摩郡砧村、千歳村）從神奈川縣編入東京府。
- 1932年 現世田谷區內的荏原郡町村編入東京市，成立「東京市世田谷區」。當時人口為松澤村、世田谷町、駒澤町、玉川村共133,249人。
- 1936年 北多摩郡砧村、千歲村編入東京市世田谷區。
- 1943年 東京都制施行，7月1日起為東京都世田谷區。
- 1947年 世田谷區成為特別區。

## 地域

### 概況
東西向的國道246號（通稱玉川通）與南北向的都道環八通貫穿區內
。

### 主要祭典、活動
- 世田谷跳蚤市場（日语：世田谷ボロ市）: 每年1月15、16日，12月15、16日舉行。源自400年前的樂市，歷史悠久，現在是區內最大的跳蚤市場活動。

### 5地域
區內有277個町丁，是東京23區中最多的一區。
世田谷地域
三軒茶屋與國道246號、世田谷通、東急世田谷線沿線，區役所周邊為中心，商業性強。住宅地道路與都道427號相比較為狹窄。相當於1932年世田谷區成立以前的荏原郡世田谷町與駒澤町。
池尻（一〜三丁目、四丁目1番〜32番） - 上馬 - 經堂 - 駒澤（一丁目、二丁目） - 櫻 - 櫻丘 - 三軒茶屋 - 下馬 - 世田谷 - 太子堂 - 弦卷 - 野澤 - 三宿 - 宮坂 - 若林
北澤地域
除了下北澤站周邊，是寧靜的住宅地，道路網脆弱地區。相當於舊荏原郡下北澤村、代田村與松澤村。
池尻（四丁目33番〜39番） - 赤堤 - 梅丘 - 大原 - 北澤 - 豪德寺 - 櫻上水 - 代澤 - 代田 - 羽根木 - 松原
玉川地域
深澤、玉川田園調布、尾山台、等等力、上野毛、玉川等。幹線道路旁的廣地寧靜住宅地。深澤，上野毛，等等力等住宅街氣氛濃厚。國分寺崖線在此地行程等等力溪谷。大約是世田谷區成立前的舊荏原郡玉川村。
奥澤 - 尾山台 - 上野毛 - 上用賀 - 駒澤（三丁目～五丁目） - 駒澤公園 - 櫻新町 - 新町 - 瀨田 - 玉川 - 玉川台 - 玉川田園調布 - 玉堤 - 等等力 - 中町 - 野毛 - 東玉川 - 深澤 - 用賀
砧地域
地形多起伏，國分寺崖線多綠地。砧公園與多摩川河邊等公園地眾多。仍有部分生產蔬菜的農地。相當於1932年世田谷區成立時北多摩郡砧村，與1936年編入世田谷區的千歲村。
宇奈根 - 大藏 - 岡本 - 鎌田 - 喜多見 - 砧 - 砧公園 - 成城 - 祖師谷 - 千歲台 - 船橋
烏山地域
區的北部，商業地·住宅地各半的地域。烏山等地多綠地，祖師谷附近住宅區道路狹隘。大約是舊北多摩郡千歲村、砧地域。
粕谷 - 上北澤 - 上祖師谷 - 北烏山 - 給田 - 八幡山 - 南烏山

### 商業地
國道246號（玉川通）、世田谷通、茶澤通交會的三軒茶屋站周邊，小田急線、井之頭線下北澤站周邊，京王線千歲烏山站周邊，大井町線與東橫線自由丘站南口側周邊，大井町線與田園都市線二子玉川站周邊。

### 住宅地
本區屬武藏國多磨郡、荏原郡，原為農村地域。但在人口不斷移入後，現在是都內重要的住宅密集地域。

### 公園、綠地
大規模都市公園以外，區域內的主要河川在暗渠化後也改為綠道與親水公園，區內共有455所公園設施。

### 外國機構

#### 大使館
- 尼泊爾大使館
- 盧安達大使館
- 坦尚尼亞大使館
- 安哥拉大使館
- 喀麥隆大使館

#### 名譽總領事館
- 中非名譽總領事館
- 馬爾他名譽總領事館

## 區政

### 區長
- 保坂展人（2011年4月27日就任 第一任）

#### 區長選舉
2011年4月24日 最終投票率：41.76%
| 候補者名 | 當   | 政黨   | 推薦                   | 得票   |
| -------- | ---- | ------ | ---------------------- | ------ |
| 保坂展人 | 當選 | 無所屬 | 社民、國民新、新黨日本 | 83,983 |
| 花輪智史 |      | 無所屬 | 自民                   | 78,444 |
| 川上和彦 |      | 無所屬 |                        | 60,340 |
| 菅谷康子 |      | 無所屬 | 民主、減稅日本         | 40,831 |
| 慶野靖幸 |      | 無所屬 | 共產                   | 9,963  |

### 區議會

#### 會派構成
2012年12月7日共47人。
| 會派名                             | 議席 | 備註 |
| ---------------------------------- | ---- | ---- |
| 自由民主黨世田谷區議團、新風       | 15   |      |
| 公明黨世田谷區議團                 | 10   |      |
| 生活者網路、社會民主黨世田谷區議團 | 5    |      |
| 日本共產黨世田谷區議團             | 4    |      |
| 世田谷民主黨                       | 3    |      |
| 眾人之黨、世田谷行革110番          | 3    |      |
| 諸派、無所屬                       | 7    | *1   |

*1 綠黨Greens Japan世田谷1、減稅世田谷1、彩虹世田谷1、世田谷無所屬1、未來新世田谷1、眾人之黨1、無所屬1

### 總合支所
世田谷地域
世田谷總合支所 所在地：世田谷四丁目22番33號 區役所第3廳舍內
北澤地域
北澤總合支所 所在地：北澤二丁目8番18號 北澤Town Hall內 （北沢出張所附設）
玉川地域
玉川總合支所 所在地：等等力三丁目4番1號 （等等力出張所附設）
砧地域
砧總合支所 所在地：成城六丁目2番1號 （成城出張所附設）
烏山地域
烏山總合支所 所在地：南烏山六丁目22番14號

### 姊妹都市、提攜都市

#### 國内
川場村（群馬縣）

#### 國外
- 溫尼伯市（加拿大 曼尼托巴）
  - 1970年10月5日
- 德布靈區（奧地利 維也納）
  - 1985年5月8日
- 班伯利市（澳洲 西澳）
  - 1992年11月10日

## 文化設施

### 圖書館
- 中央圖書館 - 櫻丘圖書館 - 下馬圖書館 - 世田谷圖書館 - 梅丘圖書館 - 代田圖書館 - 奧澤圖書館 - 尾山台圖書館 - 玉川台圖書館 - 深澤圖書館 - 鎌田圖書館 - 砧圖書館 - 粕谷圖書館 - 上北澤圖書館 - 烏山圖書館 - 經堂圖書館『東京書之站』
- 池尻街角圖書室 - 松澤街角圖書室 - 希望丘街角圖書室 - 野毛圖書室 - 喜多見街角圖書室

### 運動設施
- 世田谷區總合運動場
- 世田谷區千歲溫水游泳池

### 主要公園
- 砧公園：舊砧高爾夫球場。世田谷美術館也位在這座東京都立自然公園。
- 羽根木公園：鄰接區立梅丘圖書館的公園。圖書館設立種植了700棵梅花樹。
- 世田谷公園：室外泳池、網球場、棒球場、弓箭場等運動設施，並有低學年兒童的野外教育用營火場。交通遊園設置D51蒸氣機關車。
- 馬事公苑：現在日本中央競馬會（JRA）前身帝國競馬協會來推廣賽馬的5萬坪據點，歷史有60年以上。東京奧運期間為馬場馬術競技的比賽場地。
- 駒澤奧林匹克公園：建設當時以擁有世界最寬的階梯成為話題。園內有奧林匹克紀念塔（通稱：管制塔）與都營的陸上競技場、棒球場、體育館等各種運動設施。

## 學校

### 大學、短期大學
| - 日本大學（文理學部、商學部） - 東京農業大學 - 國士館大學 - 昭和女子大學 - 駒澤大學 - 產業能率大學 - 日本體育大學 - 成城大學 - 多摩美術大學 | - 東京都市大學 - 放送大學世田谷學習中心 - 青葉學園短期大學 - 協同組合短期大學 - 國士館短期大學 - 國立圖書館短期大學 - 駒澤短期大學 - 產能短期大學 | - 昭和女子大學短期大學部 - 東京農業大學短期大學 - 日本女子體育短期大學 - 日本體育大學女子短期大學 |

### 高等學校
| - 國立東京學藝大學附屬高等學校 - 國立筑波大學附屬駒場高等學校 - 東京都立園藝高等學校 - 東京都立世田谷總合高等學校 - 東京都立櫻町高等學校 - 東京都立世田谷泉高等學校 - 東京都立總合工科高等學校 - 東京都立蘆花高等學校 - 東京都立千歲丘高等學校 - 東京都立深澤高等學校 - 東京都立松原高等學校 - 鷗友學園女子高等學校 - 科學技術學園高等學校 - 鹿島學園高等學校東北澤校區 - 國本女子高等學校 | - 惠泉女學園高等學校 - 佼成學園女子高等學校 - 國士館高等學校 - 駒澤大學高等學校 - 駒場學園高等學校 - 駒場東邦高等學校 - 松蔭高等學校 - 昭和女子大學附屬昭和高等學校 - 成城學園高等學校 - 下北澤成德高等學校 - 聖道明學園高等學校 - 世田谷學園高等學校 - 玉川聖學院高等部 - 大東學園高等學校 | - 田園調布學園高等部 - 田園調布雙葉學園高等學校 - 戶板女子高等學校 - 東京農業大學第一高等學校 - 東京都市大學附屬高等學校 - 東京都市大學等等力高等學校 - 日本學園高等學校 - 日本女子體育大學附屬二階堂高等學校 - 日本大學櫻丘高等學校 - 目黑星美學園高等學校 |

### 中學校
區立
| - 世田谷區若林中學校 - 世田谷區太子堂中學校 - 世田谷區櫻丘中學校 - 世田谷區松澤中學校 - 世田谷區駒澤中學校 - 世田谷區北澤中學校 - 世田谷區綠丘中學校 - 世田谷區立駒留中學校 - 世田谷區梅丘中學校 - 世田谷區櫻木中學校 - 世田谷區山崎中學校 | - 世田谷區富士中學校 - 世田谷區立弦卷中學校 - 世田谷區奧澤中學校 - 世田谷區八幡中學校 - 世田谷區玉川中學校 - 世田谷區瀨田中學校 - 世田谷區深澤中學校 - 世田谷區尾山台中學校 - 世田谷區立用賀中學校 - 世田谷區立東深澤中學校 - 世田谷區立砧中學校 | - 世田谷區立烏山中學校 - 世田谷區千歲中學校 - 世田谷區立蘆花中學校 - 世田谷區上祖師谷中學校 - 世田谷區立砧南中學校 - 世田谷區喜多見中學校 - 世田谷區三宿中學校 - 世田谷區船橋希望中學校 |

國立
- 國立東京學藝大學附屬世田谷中學校
- 國立筑波大學附屬駒場中學校

私立
| - 鷗友學園女子中學校 - 國本女子中學校 - 惠泉女學園中學 - 佼成學園女子中學校 - 國士館中學校 - 駒場東邦中學校 - 松蔭中學校 - 昭和女子大學附屬昭和中學校 | - 成城學園中學校 - 成德學園中學校 - 聖道明學園中學校 - 世田谷學園中學校 - 玉川聖學院中等部 - 田園調布學園中等部 - 田園調布雙葉中學校 | - 戶板中學校 - 東京都市大學附屬中學校 - 東京都市大學等等力中學校 - 東京農業大學第一高等學校中等部 - 日本學園中學校 - 目黑星美學園中學校、高等學校 |

### 小學校
區立
| - 世田谷區立若林小學校 - 世田谷區三宿小學校 - 世田谷區東大原小學校 - 世田谷區太子堂小學校 - 世田谷區櫻小學校 - 世田谷區松丘小學校 - 世田谷區櫻丘小學校 - 世田谷區立代澤小學校 - 世田谷區守山小學校 - 世田谷區多聞小學校 - 世田谷區世田谷小學校 - 世田谷區松澤小學校 - 世田谷區駒澤小學校 - 世田谷區旭小學校 - 世田谷區中里小學校 - 世田谷區松原小學校 - 世田谷區北澤小學校 | - 世田谷區上北澤小學校 - 世田谷區駒繋小學校 - 世田谷區池之上小學校 - 世田谷區經堂小學校 - 世田谷區弦卷小學校 - 世田谷區立山崎小學校 - 世田谷區中丸小學校 - 世田谷區代田小學校 - 世田谷區三軒茶屋小學校 - 世田谷區立赤堤小學校 - 世田谷區松丘小學校 - 世田谷區池尻小學校 - 世田谷區笹原小學校 - 世田谷區花見堂小學校 - 世田谷區城山小學校 - 世田谷區深澤小學校 | - 世田谷區立玉川小學校 - 世田谷區京西小學校 - 世田谷區二子玉川小學校 - 世田谷區立八幡小學校 - 世田谷區奧澤小學校 - 世田谷區尾山台小學校 - 世田谷區立東深澤小學校 - 世田谷區東玉川小學校 - 世田谷區櫻町小學校 - 世田谷區九品佛小學校 - 世田谷區瀨瀬田小學校 - 世田谷區等等力小學校 - 世田谷區用賀小學校 - 世田谷區中町小學校 - 世田谷區玉堤小學校 - 世田谷區烏山小學校 | - 世田谷區塚戶小學校 - 世田谷區祖師谷小學校 - 世田谷區砧小學校 - 世田谷區明正小學校 - 世田谷區烏山北小學校 - 世田谷區八幡山小學校 - 世田谷區蘆花小學校 - 世田谷區船橋小學校 - 世田谷區砧南小學校 - 世田谷區立給田小學校 - 世田谷區山野小學校 - 世田谷區千歲小學校 - 世田谷區喜多見小學校 - 世田谷區武藏丘小學校 - 世田谷區希望丘小學校 - 世田谷區千歲台小學校 |

國立
- 東京學藝大學附屬世田谷小學校

私立
| - 國本小學校 - 昭和女子大學附屬昭和小學校 - 成城學園初等學校 - 聖道明學園小學校 | - 田園調布雙葉小學校 - 東京都市大學附屬小學校 - 和光小學校 |

### 其他學校
- 東京都立光明特別支援學校
- 東京都立光明養護學校微風分教室
- 東京都立青鳥養護學校
- 東京都立青鳥養護學校梅丘分教室
- 東京都立青鳥養護學校久我山分校
- 東京都立久我山盲學校
- 聖瑪麗國際學校
- 清泉國際學校

## 國家機關
三宿駐屯地－位於池尻，防衛省技術研究本部與陸上自衛隊共同使用。
用賀駐屯地－位於上用賀，關東補給處用賀支處等進駐的陸上自衛隊駐屯地。

## 警察
世田谷區有四個警察署，屬警視廳第三方面本部管轄。
- 世田谷警察署（三軒茶屋二丁目4-4）
- 北澤警察署（松原六丁目4-14）
- 玉川警察署（中町二丁目9-22）
- 成城警察署（千歳台三丁目19-1）

## 消防（東京消防廳）
- 第三方面本部（三軒茶屋二丁目33-21） ※附設世田谷消防署
  - 世田谷消防署（三軒茶屋二丁目33-21）特別救助隊、救急隊1
    - 北澤出張所（北澤二丁目3-1）救急隊無
    - 宮之坂出張所（宮坂二丁目15-3）救急隊1
    - 松原出張所（松原六丁目26-21）特別消火中隊、救急隊1
    - 三宿出張所（三宿一丁目14-5）消防活動二輪部隊、救急隊1
    - 上北澤出張所（上北澤一丁目14-2）救急隊1

  - 玉川消防署（中町三丁目1-19）救急隊1
    - 奧澤出張所（奧澤三丁目29-3）救急隊1
    - 用賀出張所（玉川台一丁目13-10）救急隊1
    - 新町出張所（新町一丁目22-11）特別消火中隊、救急隊1

  - 成城消防署（成城一丁目21-14）救急隊1
    - 千歲出張所（千歲台四丁目29-9）救急隊1
    - 烏山出張所（南烏山六丁目14-12）特別消火中隊、救急隊1

## 主要醫療機關
- 國立成育醫療研究中心

## 觀光商業景點
- 二子玉川：區南部的多摩川沿岸，以日本最早的郊外型購物中心玉川高島屋SC為中心。
- 三軒茶屋：商店街地區。近年胡蘿蔔塔周圍進行再開發。
- 下北澤：周邊住宅地域通往下北澤站的日用品商店街，現在是時尚、雜貨、次文化重鎮。小劇場集中的地區。通稱「シモキタ」。

## 產業
靠近澀谷區、目黑區的世田谷東部與靠近川崎市的玉川地域二子玉川站周邊，商業興盛。西部的砧地域、烏山地域仍有農業回凍。區內有は世田谷目黑、東京中央兩個農業協同組合。

### 主要企業
- 東証1部
  - 東急社區
  - 岡谷電機產業
  - 東邦控股（東邦藥品）
  - Royal控股（東京本部、登記上的本店在福岡縣）
- 東証2部
  - OZEKI
- JASDAQ
  - KENKO Mayonnaise
  - Index Corporation
  - 國際放映
  - IDEA Consultants
- 未上市
  - its communications

## 交通

### 道路
幹線道路有東西向的國道246號、國道20號，南北向的環七通、環八通。路寬15公尺等級的都市計畫道路與各種生活道路的整備與近鄰各區相比較晚起步，狹窄道路多，道路整備成為區政的重要課題。交通事故發生件數是都內最高。
高速道路有首都高速3號澀谷線、4號新宿線及東名高速道路、中央自動車道、第三京濱道路。

#### 主要道路
- 高速道路
  - 中日本高速道路
    - 東名高速道路：東京IC
    - 中央自動車道

  - 首都高速道路
    - 3號澀谷線（東京都道首都高速3號線）: 用賀出入口，用賀TB，用賀PA，三軒茶屋出入口，池尻出入口
    - 4號新宿線（東京都道首都高速4號線）

  - 東日本高速道路
    - 第三京濱：玉川IC
- 一般國道
  - 甲州街道（國道20號）
  - 玉川通（國道246號）
  - 國道466號
- 都道
  - 環七通（東京都道318號環狀七號線）
  - 環八通（東京都道311號環狀八號線）
  - 世田谷通（東京都道3號世田谷町田線）
  - 多摩堤通（東京都道11號大田調布線）
  - 吉祥寺通（東京都道117號世田谷三鷹線）
  - 目黑通（東京都道312號白金台町等等力線）
  - 駒澤通（東京都道416號古川橋二子玉川線）
  - 井之頭通（東京都道413號赤坂杉並線）
  - 自由通（東京都道426號上馬奧澤線）
  - 荒玉水道道路（東京都道428號高圓寺砧淨水場線）
  - 鈴蘭通（東京都道118號調布經堂停車場線）
  - 三宿通（東京都道420號鮫洲大山線）
  - 淡島通（東京都道423號澀谷堂線）
  - 舊大山街道（東京都道427號瀨田貫井線）
- 其他主要道路
  - 赤堤通
  - 柿之木坂通
  - 上野毛通
  - 希望丘通
  - 駒澤公園通
  - 駒八通
  - 城山通
  - 千歲通
  - 茶澤通
  - 西用賀通
  - 八雲文化通
  - 用賀中町通

#### 車牌號碼
世田谷區屬品川號碼（東京運輸支局本廳舍）。
品川號碼區域
- 中央區、千代田區、港區、品川區、目黑區、大田區、世田谷區、澀谷區與島嶼部（页面存档备份，存于）。

### 鐵路
以新宿站為起點的京王線、小田急線與以澀谷站為起點的東急田園都市線等放射狀路線，加上南北向的京王井之頭線、東急大井町線、東急世田谷線等線，區內鐵路便利。但因區內缺乏連結各鐵路的路線，目前已提出沿環八通建造8Liner的構想。此外，區內所有路線都是「私鐵」（23區中唯一）。另外，葛飾區與世田谷區是東京23區沒有地下鐵通過的特別區，但有行駛於地下的鐵道路線（東急田園都市線、小田急線一部分）。沒有JR鐵路通過的只有練馬區與世田谷區（文京區也沒有JR車站，但有山手線與山手貨物線通過）。是JR未通過的市區中人口最多的一區。
京王電鐵
- 京王線：代田橋站 - 明大前站 - 下高井戶站 - 櫻上水站 - 上北澤站 - （八幡山站） - 蘆花公園站 - 千歲烏山站
  - 八幡山站是杉並區的車站，跨入區界，但車站構內跨入此區內
- 井之頭線：池之上站 - 下北澤站 - 新代田站 - 東松原站 - 明大前站

東急電鐵
- 世田谷線：三軒茶屋站 - 西太子堂站 - 若林站 - 松陰神社前站 - 世田谷站 - 上町站 - 宮之坂站 - 山下站 - 松原站 - 下高井戶站
  - 全線都位於區內。
- 田園都市線：池尻大橋站 - 三軒茶屋站 - 駒澤大學站 - 櫻新町站 - 用賀站 - 二子玉川站
- 大井町線：九品佛站 - 尾山台站 - 等等力站 - 上野毛站 - 二子玉川站
- 目黑線：奧澤站
- 東橫線在區內不設站，但目黑區的自由丘站鄰近區界。

小田急電鐵
- 小田原線：東北澤站 - 下北澤站 - 世田谷代田站 - 梅丘站 - 豪德寺站 - 經堂站 - 千歲船橋站 - 祖師谷大藏站 - 成城學園前站 - 喜多見站
  - 世田谷區沒有JR東日本的路線，2016年3月26日小田急線時刻表改正後，開始與常磐緩行線互相直通運行，世田谷區內首次有JR東日本的車輛行走。

### 巴士
區內有東急巴士、京王巴士、小田急巴士、關東巴士、東京都交通局等業者運行。因世田谷區內各地道路狹窄，巴士通行困難，常造成路線巴士的堵塞。因此，玉堤、宇奈根、祖師谷、成城、八幡山地區目前改用小型車輛的社區巴士。東急巴士在部分地域使用稱作「東急Coach」的中型彈性巴士。

#### 區內的營業所
- 東急巴士（東急TRANSSÉS委託）
  - 淡島營業所 澀11 澀31 澀32 澀51 澀52 澀55
  - 下馬營業所 澀32 澀33 澀34 黑06 黑09 中目01 多摩01 森91 惠32
  - 弦卷營業所 澀05 澀21 澀23 澀24 園02 等11 都立01 反11 黑07
  - 瀨田營業所 澀82 園01 玉05 玉07 玉11 玉31 玉32 用01 用06 用21 用22 等01 等12 惠32 自01 自02 自11 自12
- 小田急城市巴士（小田急巴士委託）
  - 若林營業所 澀54 下61 梅01 梅02 經01 歲22 歳24 歳25 祖師谷、成城循環
- 京王巴士東
  - 世田谷營業所（僅高速巴士）

#### 負責區內路線的營業所
- 東急巴士
  - 目黑營業所 東98 黑02 黑07
  - 高津營業所 澀12 玉06
- 小田急巴士
  - 狛江營業所 歲20 歲21 成02 成06 澀24 澀26 玉02
  - 吉祥寺營業所 吉02
- 京王巴士東
  - 調布營業所 歲23 丘22
  - 永福町營業所 八01 澀66
- 關東巴士
  - 五日市街道營業所 荻54 荻58 烏01
- 都營巴士
  - 杉並支所 澀66 宿91

## 名所、古蹟
- 世田谷城址公園：世田谷吉良氏的世田谷城遺跡，園內可見土壘、空堀。
- 世田谷代官屋敷：彦根藩世田谷20村的代官大場家宅邸。
- 等等力溪谷：約1公里長的溪谷，也有古墳。
- 岡本民家園：江戶時代中期的農家。
- 豪德寺：櫻田門外之變中遭暗殺的大老井伊直弼之墓，為井伊家的菩提寺。傳聞是招財貓發源地。
- 九品佛淨真寺：九體阿彌陀如來像。無形文化財「お面かぶり」。
- NHK广播电视技術研究所、財團法人NHK广播研修中心
- 蘆花恒春園（蘆花公園）: 德富蘆花舊宅與紀念館等。
- 祖師谷大佛
- 大倉大佛：妙法寺。
- 松陰神社：祭祀吉田松陰的神社。松陰之墓所。
- 駒澤配水塔：1924（大正13）年竣工。近代水道百選、日本近代土木遺產。

## 居住（包括前居住者、地方出身者）、出身人士
- 鷺巢詩郎（作曲家）
- 長塚京三（演員）
- 星野源（男歌手）
- 木村佳乃（女演員）
- 坂本龍一（音樂家、YMO成員）
- 木梨憲武（藝人）
- 江國香織（直木賞作家）
- 絲山秋子（作家）
- 柴田淳（歌手）
- 松任谷由實（歌手）
- 逢坂剛（作家）
- 大空祐飛（前寶塚歌劇團宙組主演男役）
- 原榮里子（光野榮里、聲優）
- 堀之紀（聲優）
- 小島秀夫（遊戲設計師）
- 福田麻由子（童星、女演員）
- 小池榮子（藝人、女演員）
- 星野亞希（藝人、女演員）
- 水木一郎（歌手）
- 廣瀨鈴（女演員）
- 吉高由里子（女演員）
- 阿部典史（摩托車賽車手）
- 莉亞·迪桑（歌手、寫真偶像）
- 小林旭（演員）
- 渡邊鐘（搞笑藝人）
- 櫻井翔（嵐）
- 中曾根康弘（政治家）
- 石田百合子（女演員）
- 土屋太鳳（女演員）

## 相關人物

### 居住者
- 大江健三郎（作家）
- 大林宣彦（電影導演）
- 小澤一郎（政治家、居住在深澤）
- 小澤征爾（指揮者）
- 加山雄三（演員、歌手）
- 川上哲治（野球評論家）
- 佐藤榮作（官僚、政治家、首相）
- 竹下登（政治家、首相）
- 東儀秀樹（雅樂師）
- 谷垣禎一（政治家、居住在櫻新町）
- 津川雅彦（演員）
- 筒井一（藝術家）
- 東條英機（軍人、政治家、首相）
- 戶田惠子（女演員、聲優、居住在上馬）
- 中村雅俊（演員、歌手）
- 西田敏行（演員）
- 長谷川町子（漫畫家）
- 廣岡達朗（棒球評論家）
- 福田康夫（政治家、首相）
- 福山雅治（演員、音樂家）
- 松田聖子（歌手）
- 松任谷由實（音樂家）
- 三船敏郎（演員）
- 山田洋次（電影導演）
- 酢乙女愛 (蠟筆小新角色、動漫人物)

## 重大事件
- 世田谷一家殺害事件
- 世田谷區新町二丁目新建工程現場內女性殺人事件
- 石井紘基刺殺事件
- 世田谷殺人事件
- 高島忠夫長男殺害事件
- 津川雅彦長女誘拐事件
- 小隼事件
- 東名高速酒後駕駛事故
- 警視廳單身宿舍爆炸事件
- 桌「9」文字事件
- 三井鋁業社長住家爆炸事件
- 中華青年會館殺人事件

## 備註
1. ↑  . 東京都総務局統計部人口統計課. 平成20年: 128,129ページ. OCLC 404318859.
2. ↑  典拠，東京都総務局統計部人口統計課　編集、発行「住民基本台帳による東京都の世帯と人口」平成22年1月分，平成22年3月発行，P.22より
3. ↑  目黑區雖然也都是私鐵車站，但有JR山手線通過（未設站。目黑站在品川區上大崎）。
4. ↑  東急田園都市線的澀谷 - 二子玉川間（舊新玉川線）在都市交通審議會中定義為地下鐵東京11號線一部分，因此有時也被視作「地下鐵」。請參照東京的地下鐵。